# Tom Shadyac
Thomas Peter "Tom" Shadyac (Falls Church, 11 dicembre 1958) è un regista, sceneggiatore e produttore cinematografico statunitense.
È conosciuto perlopiù per aver diretto le commedie Ace Ventura - L'acchiappanimali, Il professore matto, Bugiardo bugiardo, Patch Adams e Una settimana da Dio.

## Filmografia
- Il mio amico Frank (Frankenstein: The College Years) (1991)
- Ace Ventura - L'acchiappanimali (Ace Ventura: Pet Detective) (1994)
- Il professore matto (The Nutty Professor) (1996)
- Bugiardo bugiardo (Liar Liar) (1997)
- Patch Adams (1998)
- Il segno della libellula - Dragonfly (Dragonfly) (2002)
- Una settimana da Dio (Bruce Almighty) (2003)
- Un'impresa da Dio (Evan Almighty) (2007)
- I AM (2010) - documentario
- Brian Banks - La partita della vita (Brian Banks) (2018)